# Isuca
Isuca (イスカ?, Isuka) è un manga seinen scritto e disegnato da Osamu Takahashi, serializzato sul Young Ace di Kadokawa Shoten dal 4 luglio 2009 al 4 aprile 2017. Un adattamento anime, prodotto da Arms, è stato trasmesso in Giappone tra il 23 gennaio e il 27 marzo 2015.

## Personaggi
Shin'ichirō Asano (浅野 真一郎?, Asano Shin'ichirō)
Doppiato da: Keisuke Kōmoto
Un liceale capace di scoprire il "vero nome" degli esseri sovrannaturali, o dotati di poteri sovrannaturali, semplicemente baciandoli, grazie ad un'abilità conosciuta come "Occhio della Verità". Siccome la prima persona a nominarli ottiene il potere di costringerli a fare qualsiasi cosa (nei limiti della ragionevolezza), Shin'ichirō diventa un prezioso alleato per il lavoro di Sakuya. Sfortunatamente egli è costretto ad apprendere e dire il nome di Sakuya, rendendo così impossibile anche a lei disobbedirgli. Non si sa quasi nulla del suo passato, tranne che suo padre è un prestigiatore e che sono in viaggio in Europa. Proprio a causa dei pochi soldi che gli passano i genitori è costretto a cercare lavoro, cosa che lo porta a fare il domestico a casa di Sakuya e a scoprire il suo potere. Diventa il possessore della spada spirituale Yashaou dopo aver appreso il suo vero nome quando la stessa possedette Sakuya per tentare di ucciderlo.
Sakuya Shimazu (島津 朔邪?, Shimazu Sakuya)
Doppiata da: Ibuki Kido
La trentasettesima capofamiglia degli Shimazu, il cui compito è quello di sigillare i mostri e gli spiriti che compaiono in questo mondo, ma è coinvolta in una lotta di potere contro Suseri, la sua cugina più giovane, per essere nominata anche a livello ufficioso. Vuole diventare il capo della famiglia per scoprire cosa è successo ai suoi genitori diversi anni prima del presente. Dopo che Shin'ichirō scopre il suo vero nome, Isuca, diventa incapace di disobbedire a qualsiasi suo ordine e così, per non perdere la faccia né la sua posizione in famiglia, lo costringe a diventare il suo fidanzato, anche se solo di nome e non di fatto, infatuandosi pian piano di lui. Lei è molto odiata dal resto della famiglia a causa del padre, che era un componente degli Asahina, una famiglia rivale originaria dell'ovest, e non uno di loro (l'endogamia è una pratica molto diffusa nella famiglia, anche se ciò causa la morte prematura dei maschi più potenti della famiglia, per questo ci sono molte donne e fino ad ora si è visto un solo maschio in vita). A causa di ciò lei prova un forte risentimento verso i suoi familiari, dai quali è ostracizzata. Inoltre, a differenza di loro, non crede affatto che il fine giustifichi i mezzi, e quindi cerca di limitare al minimo i danni collaterali causati dai mostri. Ha i classici tratti di una tsundere, è molto riservata e si arrabbia molto facilmente, soprattutto con Shin'ichirō quando lo vede in posizioni osé con altre ragazze (per lo più Tamako e Suseri) anche se non è mai colpa sua. In più, probabilmente a causa del suo aspetto da bambina (è piuttosto bassa e ha pochissimo seno), si vergogna molto quando rimane nuda. Ha il terrore di topi e scarafaggi.
Suseri Shimazu (島津 須世璃?, Shimazu Suseri)
Doppiata da: Mao Ichimichi
Pretendente al titolo di capofamiglia e cugina di Sakuya. È concepita come antitesi della cugina. Diversamente da lei, infatti, è una ragazza alta e molto prosperosa, non ha freni inibitori a causa della vita sempre rintanata in casa dove segue un rigidissimo allenamento impostogli dalla madre. Questa, molto risentita nei confronti della sorella, che era diventata capofamiglia nonostante avesse sposato un membro della casata rivale, decide di puntare tutto sulla figlia che vede come occasione per riscattarsi. Nonostante dica di odiare Sakuya, dato che è sua rivale, in realtà la stima molto dato che lei, a differenza sua, vive libera di fare quello che vuole. Inizialmente cerca di convincere Shin'ichirō a lavorare con lei per sfruttare il potere di quest'ultimo ma durante il corso della storia questa, catturata dalla gentilezza di quest'ultimo (è la prima persona a essere stata gentile con lei in modo disinteressato) si innamora di lui, rivelandogli spontaneamente il suo vero nome. A causa di ciò pure lei rischia di venire esiliata dalla famiglia. Dato che Asano conosce il nome di entrambe le pretendenti ora loro sono costrette a fare a gara per trovare per prime il vero nome di Asano. Questo causa l'ira della madre che voleva far sposare sua figlia a un suo cugino e perché così se perdesse la sfida non solo non diventerebbe la capofamiglia, ma verrebbe pure esiliata, rendendo il suo disonore due volte più cocente. Il suo vero nome si scopre essere proprio Sakuya, per via della sua segreta ammirazione nei confronti della cugina per essere libera.
Nadeshiko Sōma (相馬 撫子?, Sōma Nadeshiko)
Doppiata da: Saeko Zōgō
Professoressa dei due, ha il compito di sorvegliare Sakuya. Inizialmente parteggia per Suseri come il resto della famiglia Shimazu, ma man mano con l'andare avanti della storia si affeziona a Sakuya notando i cambiamenti provocati da Shin'ichirō. È un'abile marionettista e crea varie marionette per la capofamiglia. È una donna molto sensuale e intelligente e scopre in fretta l'abilità di Asano.
Tamako (タマ子?)
Doppiata da: Kaori Sadohara
È un demone gatto a due code di cui Shin'ichirō scopre il vero nome, Tama, all'inizio della serie. In forma umana si presenta come una giovane donna molto attraente e vivace. Dopo che Asano ha trovato il suo vero nome se ne fa dare uno da lui e diventa sua serva. Quando assorbe l'energia vitale di Asano si trasforma in un demone molto sensuale e potente, con i capelli lunghi e chiari e diventando sarcastica e sprezzante, in contrasto con il suo atteggiamento esuberante in forma normale. Ha l'abitudine di saltare addosso a Asano in completi succinti e senza biancheria, che lei trova scomoda.
Nami Shimazu (島 津 那 巳?, Shimazu Nami)
Doppiata da: Ikue Ōtani
Nami è la nonna di Sakuya e Suseri e capo della famiglia Shimazu. Nonostante la sua età, appare come una ragazzina attraverso l'uso di un corpo artificiale creato da Nadeshiko e ama giocare ai videogiochi. È affascinata dai poteri di Shinichirō e dichiara che il prossimo capo della famiglia dovrà sposarlo. Quando i suoi poteri per controllare il corpo artificiale perdono efficacia, affida a Shinichirō un gioiello contenente grandi poteri spirituali nella speranza che possa trovare un modo per sigillarlo. In passato Nami ebbe un precedente incontro con l'homuncolous Isuca, evento che è alla base del rancore di Isuca contro la famiglia Shimazu.
Matsuri Sōma (相 馬 茉莉?, Sōma Matsuri)
Doppiata da: Akane Kohinata
Matsuri è l'assistente di Suseri. Si è anche specializzata in incantesimi di cura per ridurre i danni collaterali nei confronti degli spettatori innocenti dalle battaglie contro gli spettri.
Isuca (イスカ?, Isuka)
Doppiata da: Ayumi Fujimura
Dotata di un carattere sadico, crudele e sanguinario, quasi folle, Isuca è una potente e abile maga che nutre un forte rancore nei confronti della famiglia Shimazu, sostenendo che in passato l'avevano uccisa, ma sembra concentrarsi principalmente su Sakuya. Tuttavia non vuole ucciderla immediatamente: prima vuole tormentarla uccidendo le persone più vicine a lei fino a cadere nella disperazione più totale, e solo allora l'avrebbe uccisa. Si rivela essere un homuncolous della famiglia Asahina, una famiglia rivale di maghi dell'ovest. Non viene rivelato perché il suo nome è uguale al vero nome di Sakuya, ma alla fine dell'anime viene mostrato che anche il padre di Sakuya potrebbe esserne coinvolto. Non solo: prima della conclusione dell'episodio, dopo la "morte" di Isuca, è possibile vedere una stanza piena di innumerevoli cilindri, ciascuno contenente una nuova Isuca da scagliare contro i protagonisti.
Kanae (奏絵?, Kanae)
Doppiata da: Sarah Emi Bridcutt
Una dei compagni di classe di Sakuya e Shin'ichirō.
Fumizuki (文月?, Fumizuki)
Doppiata da: Yumeha Kōda
Una dei compagni di classe di Sakuya e Shin'ichirō.

## Media

### Manga
La serie, scritta e disegnata da Osamu Takahashi, è stata serializzata sulla rivista Young Ace di Kadokawa Shoten dal 4 luglio 2009 al 4 aprile 2017. Il primo volume tankōbon è stato pubblicato il 21 maggio 2010 e al 2 maggio 2017 ne sono stati messi in vendita in tutto nove.

#### Volumi
| Nº | Data di prima pubblicazione                                   | Data di prima pubblicazione                                                 | Data di prima pubblicazione |
| Nº | Giapponese                                                    | Giapponese                                                                  |                             |
| -- | ------------------------------------------------------------- | --------------------------------------------------------------------------- | --------------------------- |
| 1  | 21 maggio 2010                                                | ISBN 978-4-04-715458-2                                                      |                             |
| 2  | 23 febbraio 2011                                              | ISBN 978-4-04-715625-8                                                      |                             |
| 3  | 21 novembre 2012                                              | ISBN 978-4-04-120502-0                                                      |                             |
| 4  | 22 agosto 2013                                                | ISBN 978-4-04-120851-9                                                      |                             |
| 5  | 26 giugno 2014                                                | ISBN 978-4-04-102025-8                                                      |                             |
| 6  | 29 dicembre 2014                                              | ISBN 978-4-04-102026-5                                                      |                             |
| 7  | 4 settembre 2015 (ed. regolare) 26 agosto 2015 (ed. limitata) | ISBN 978-4-04-102803-2 (ed. regolare) ISBN 978-4-04-102804-9 (ed. limitata) |                             |
| 8  | 4 ottobre 2016                                                | ISBN 978-4-04-104418-6                                                      |                             |
| 9  | 2 maggio 2017                                                 | ISBN 978-4-04-105464-2                                                      |                             |

### Anime
Un adattamento anime, diretto da Akira Iwanaga e prodotto da Arms, è andato in onda dal 23 gennaio al 27 marzo 2015. Le sigle di apertura e chiusura sono rispettivamente Never say Never delle Afilia Saga e Somebody to love delle Two-Formula. In varie parti del mondo gli episodi sono stati trasmessi in streaming in simulcast, anche coi sottotitoli in lingua italiana, da Crunchyroll, mentre in Australia i diritti sono stati acquistati da Madman Entertainment. Un undicesimo episodio OAV è stato pubblicato in allegato all'edizione limitata del settimo volume del manga il 26 agosto 2015.

#### Episodi
| Nº  | Titolo italiano Giapponese 「Kanji」 - Rōmaji | In onda          | In onda |
| Nº  | Titolo italiano Giapponese 「Kanji」 - Rōmaji | Giapponese       |         |
| 1   | Un incontro casuale 「邂逅」 - Kaikō          | 23 gennaio 2015  |         |
| 2   | Il vero nome 「真名」 - Mana                  | 30 gennaio 2015  |         |
| 3   | Conflitto 「対立」 - Tairitsu                 | 6 febbraio 2015  |         |
| 4   | Gioco d'ombre 「暗躍」 - An'yaku              | 13 febbraio 2015 |         |
| 5   | L'occhio della verità 「真眼」 - Shingan      | 20 febbraio 2015 |         |
| 6   | Promessa 「約束」 - Yakusoku                  | 27 febbraio 2015 |         |
| 7   | Luce e ombre 「明暗」 - Meian                 | 6 marzo 2015     |         |
| 8   | Prova 「試練」 - Shiren                       | 13 marzo 2015    |         |
| 9   | Attacco 「襲撃」 - Shūgeki                    | 20 marzo 2015    |         |
| 10  | Conclusione 「決着」 - Kecchaku               | 27 marzo 2015    |         |
| OAV |                                               |                  |         |
| 11  | Paradiso 「極楽」 - Gokuraku                  | 26 agosto 2015   |         |